# Мой отец и мой сын
«Мой отец и мой сын» (тур. Babam ve Oğlum) — фильм турецкого режиссёра Чагана Ырмака, снятый в 2005 году, один из самых кассовых фильмов в истории турецкого кинематографа. По состоянию на 11 августа 2023 года занимал 233 место в списке 250 лучших фильмов по версии IMDb.

## Сюжет
Молодой человек по имени Садык (Фикрет Кушкан) покидает родную деревню на побережье Эгейского моря, чтобы изучать журналистику в Стамбульском университете. 
Его отец, Хюсейн (Четин Текиндор) недоволен выбором сына, и хочет, чтобы он учился на агротехника, дабы впоследствии управлять семейной фермой. В университете Садык вступает в левую экстремистскую группировку; узнав об этом, Хюсейн отрекается от него.
Ранним утром 12 сентября 1980 года у беременной жены Садыка начинаются схватки. В поисках людей, которые могли бы помочь ей дойти до больницы, они выходят на улицу, но никого не встречают — из-за произошедшего в стране военного переворота в городе объявлен комендантский час. В городском парке жена Садыка рожает сына и вскоре умирает. Ребёнок получает имя Дениз — возможно, в честь кумира турецкой левой молодёжи Дениза Гезмиша.
Военные арестовывают Садыка из-за его политической деятельности. На допросе его пытают, и вскоре приговаривают к трём годам лишения свободы. После выхода на свободу он узнаёт, что скоро умрёт — за годы, проведённые в тюрьме, его здоровье сильно подорвано. Узнав о скорой смерти, он, вместе с сыном, возвращается на ферму матери и отца — последний отказывается разговаривать с ним и после возвращения. Для Дениза, мальчика, погружённого в волшебный мир комиксов, переезд на ферму полностью меняет всю картину мира. Он знакомится со своей бабушкой (Хюмейра Акбай), трактористкой и радиолюбителем-коротковолновиком, с тётей Ханифе (Бинур Кайя), руки которой от запястий до плечей покрыты браслетами, и немного наивным дядей Салимом (Йеткин Дикинджилер).
Садыку и Хюсейну удаётся помириться друг с другом. Также Садык встречается со своими старыми друзьями и первой любовью, замужем за другим и имеющей двоих детей. В финале фильма болезнь берёт своё, и Садык умирает; Хюсейн и его жена берут Дениза под свою опеку.

## В ролях
- Четин Текиндор — Хюсейн;
- Фикрет Кускан[англ.] — Садык;
- Хюмейра Акбай[англ.] — жена Хюсейна;
- Эге Танман[тур.] — Дениз;
- Шериф Сезер;
- Йеткин Дикинджилер — Салим;
- Биннур Кая[англ.] — Ханифе;
- Махмут Гёкгёз[тур.];
- Нергис Чоракчи[тур.];
- Туба Бюйюкюстюн — Айсун;
- Озге Озберк[англ.] — Биргюль;
- Эрдал Тосун[тур.] — журналист Мустафа;
- Халит Эргенч;
- Мехмет Канбег.

## Награды
- Международный стамбульский кинофестиваль — 2006:
  - Лучший фильм;
  - Лучший актёр (Фикрет Кушкан[англ.]);
  - Лучшая женская роль (Шериф Сезер).
- 38-я Премия Ассоциации кинокритиков Турции[тур.] — 2005:
  - Лучший фильм;
  - Лучший режиссёр (Чаган Ырмак);
  - Лучший сценарий (Чаган Ырмак);
  - Лучшая актриса (Хюмейра Акбай[англ.]);
  - Лучший актёр (Четин Текиндор);
  - Лучшая актриса второго плана (Шериф Сезер).
- World Soundtrack Awards 2006[англ.]:
  - Открытие года (Эвантия Ребутсика[тур.]).